# Не поглеждай назад
Не поглеждай назад е вторият студиен албум на певицата Анелия. Издаден е от Пайнер на 9 април 2004 година и включва 11 песни. Основен композитори и аранжори в албума е Тодор Димитров-Токича и Пламен Стойчев, а основни текстописци Мая Димитрова, Тодор Димитров-Токича, Дончо Кръстев и Крамена Димитрова. Съдържа хитовете ѝ „Обичай ме“, „Искам те“ и „Една минута“. 

## Песни
| #  | Песен                          | Музика                                 | Аранжимент            | Текст                 | Времетраене |
| -- | ------------------------------ | -------------------------------------- | --------------------- | --------------------- | ----------- |
| 1  | Искам те                       | Тодор Димитров-Токича и Пламен Стойчев | Тодор Димитров-Токича | Мая Димитрова         | 04:44       |
| 2  | Една минута                    | Пламен Стойчев                         | Пламен Стойчев        | Кремена Димитрова     | 04:11       |
| 3  | За теб, любов (дует с Гергана) | Тодор Димитров-Токича                  | Тодор Димитров-Токича | Мая Димитрова         | 05:13       |
| 4  | Две тела                       | Тодор Димитров-Токича                  | Тодор Димитров-Токича | Тодор Димитров-Токича | 03:55       |
| 5  | Само тишина                    | Тодор Димитров-Токича                  | Тодор Димитров-Токича | Дончо Кръстев         | 04:11       |
| 6  | Не поглеждай назад             | Тодор Димитров-Токича                  | Тодор Димитров-Токича | Крамена Димитрова     | 04:11       |
| 7  | Бавно умирах                   | Пламен Стойчев                         | Пламен Стойчев        | Пламен Стойчев        | 03:15       |
| 8  | Нежно с лъжа                   | Тодор Димитров-Токича                  | Тодор Димитров-Токича | Тодор Димитров-Токича | 04:04       |
| 9  | Няма вече                      | Пламен Стойчев                         | Пламен Стойчев        | Пламен Стойчев        | 03:34       |
| 10 | Само ти                        | Пламен Стойчев                         | Пламен Стойчев        | Мая Димитрова         | 03:22       |
| 11 | Обичай ме                      | Тодор Димитров-Токича                  | Тодор Димитров-Токича | Мая Димитрова         | 04:50       |

## Видеоклипове
| Видеоклип          | Премиера | Албум              | Режисьор        |
| ------------------ | -------- | ------------------ | --------------- |
| Обичай ме          | 2003     | Не поглеждай назад | Николай Скерлев |
| Искам те           | 2004     | Не поглеждай назад | Николай Скерлев |
| За теб, любов      | 2004     | Не поглеждай назад | Николай Скерлев |
| Не поглеждай назад | 2005     | Не поглеждай назад | Николай Скерлев |

## ТВ Версии
| Видеоклип     | Албум              | Програма                 |
| ------------- | ------------------ | ------------------------ |
| За теб, любов | Не поглеждай назад | Промоция „Губя те бавно“ |
| Една минута   | Не поглеждай назад | Воден свят 2004          |
| Нежно с лъжа  | Не поглеждай назад | Нежна е нощта 2005       |
| Само тишина   | Не поглеждай назад | Нежна е нощта 2005       |

## Музикални успехи и награди
| Получател          | Музикални успехи и награди                              | -                                       |
| ------------------ | ------------------------------------------------------- | --------------------------------------- |
| Обичай ме          | Първо място в класацията „Топ 20 на годината“ (2003)    | Фолк Ревю                               |
| Обичай ме          | Видеоклип на годината (2003)                            | Годишни музикални награди на ТВ Планета |
| Обичай ме          | Първа награда за песен (2003)                           | Фестивал Тракия Фолк                    |
| Искам те           | Първо място в класацията „Топ 20“ за април (2004)       | Фолк Ревю                               |
| Искам те           | Първо място в класацията „Видео Топ 15“ за април (2004) | сп. Нов фолк                            |
| Не поглеждай назад | Първо място в класацията „Топ 20“ за април (2005)       | Фолк Ревю                               |
| Не поглеждай назад | Албум на годината (2004)                                | Годишни музикални награди на ТВ Планета |
| Не поглеждай назад | Албум на годината (2004)                                | сп. Нов фолк                            |

## Музикални изяви

### Участия в концерти
- Тракия фолк 2003 – изп. „Обичай ме“, „Не ме лъжи“ и „Само мене нямаш“
- Награди на телевизия „Планета“ за 2003 г. – изп. „Обичай ме“
- Пролетно парти 2004 – изп. „Искам те“, „Две тела“ и „За теб любов“
- Турне „Планета Прима“ 2004 – изп. „Обичай ме“, „Само мене нямаш“, „Една минута“, „Искам те“, „Две тела“, „Не знаеш“ и „Погледни ме в очите“
- Пирин фолк 2004 – изп. „Обичай ме“, „Само мене нямаш“, „Една минута“, „Искам те“, „Две тела“, „Не знаеш“ и „Погледни ме в очите“
- Награди на телевизия „Планета“ за 2004 г. – изп. „Искам те“ и „За теб любов“
- Турне „Планета Прима“ 2005 (Варна и Пловдив) – изп. „Всичко води към теб“, „Една минута“, „Искам те“, „Не знаеш“ и „Обичай ме“
- Турне „Планета Прима“ 2006 – изп. „Само за миг“, „Всичко води към теб“, „Не знаеш“, „Искам те“, „Не спирай“, „До зори“, „Не мога да спра да те обичам“ и „Обичай ме“